# Ganskiy (cráter)

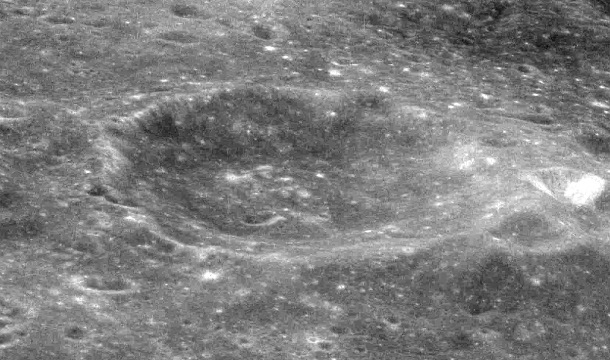
Fotografía de la misión Apolo 8

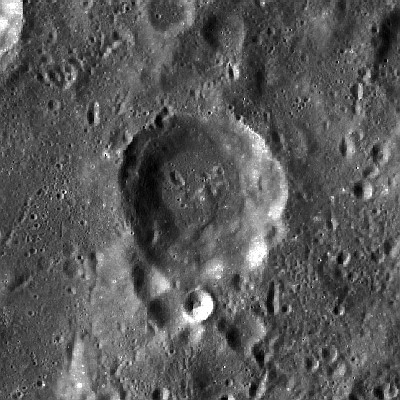
Fotografía de la misión Lunar Reconnaissance Orbiter

Ganskiy es un cráter de impacto que se encuentra en la cara oculta de la Luna, al sureste de la llanura amurallada del cráter Hirayama, y al oeste del gigantesco cráter Pasteur.
|  |

El borde de este cráter es aproximadamente circular, con una ligera apariencia hexagonal. Presenta un cierto desgaste a lo largo de la orilla, sobre todo al suroeste, donde un par de pequeños cráteres se encuentran junto al filo. Los lados interiores son normales, y el suelo interior es relativamente llano, con una ligero elevación al sur del punto medio. Un cráter pequeño se localiza cerca de la pared interior occidental.
El nombre de este cráter a veces aparece escrito como "Ganskij", "Hansky" o "Hanskiy".

## Cráteres satélite
Por convención estos elementos son identificados en los mapas lunares poniendo la letra en el lado del punto medio del cráter que está más cerca de Ganskiy.
|         | \| Ganskiy \| Coordenadas \| Diámetro \| \| ------- \| ----------------------------- \| -------- \| \| F \| 9°36′S 99°00′E / -9.6, 99.0 \| 9 km \| \| H \| 10°42′S 99°42′E / -10.7, 99.7 \| 21 km \| \| K \| 12°30′S 98°24′E / -12.5, 98.4 \| 13 km \| \| M \| 12°00′S 97°06′E / -12.0, 97.1 \| 14 km \| \| S \| 10°12′S 94°42′E / -10.2, 94.7 \| 22 km \| |          |
| Ganskiy | Coordenadas | Diámetro |
| F       | 9°36′S 99°00′E / -9.6, 99.0 | 9 km     |
| H       | 10°42′S 99°42′E / -10.7, 99.7 | 21 km    |
| K       | 12°30′S 98°24′E / -12.5, 98.4 | 13 km    |
| M       | 12°00′S 97°06′E / -12.0, 97.1 | 14 km    |
| S       | 10°12′S 94°42′E / -10.2, 94.7 | 22 km    |